# Bloodhound
Bloodhound este o rasă de câini care face parte din marele grup al copoilor, fiind cel mai mare și cel mai puternic dintre toți copoii. Sunt folosiți pentru urmăriri, detectare, ca animale de companie, sau pe ringuri și în concursurile de dresaj.

## Istorie

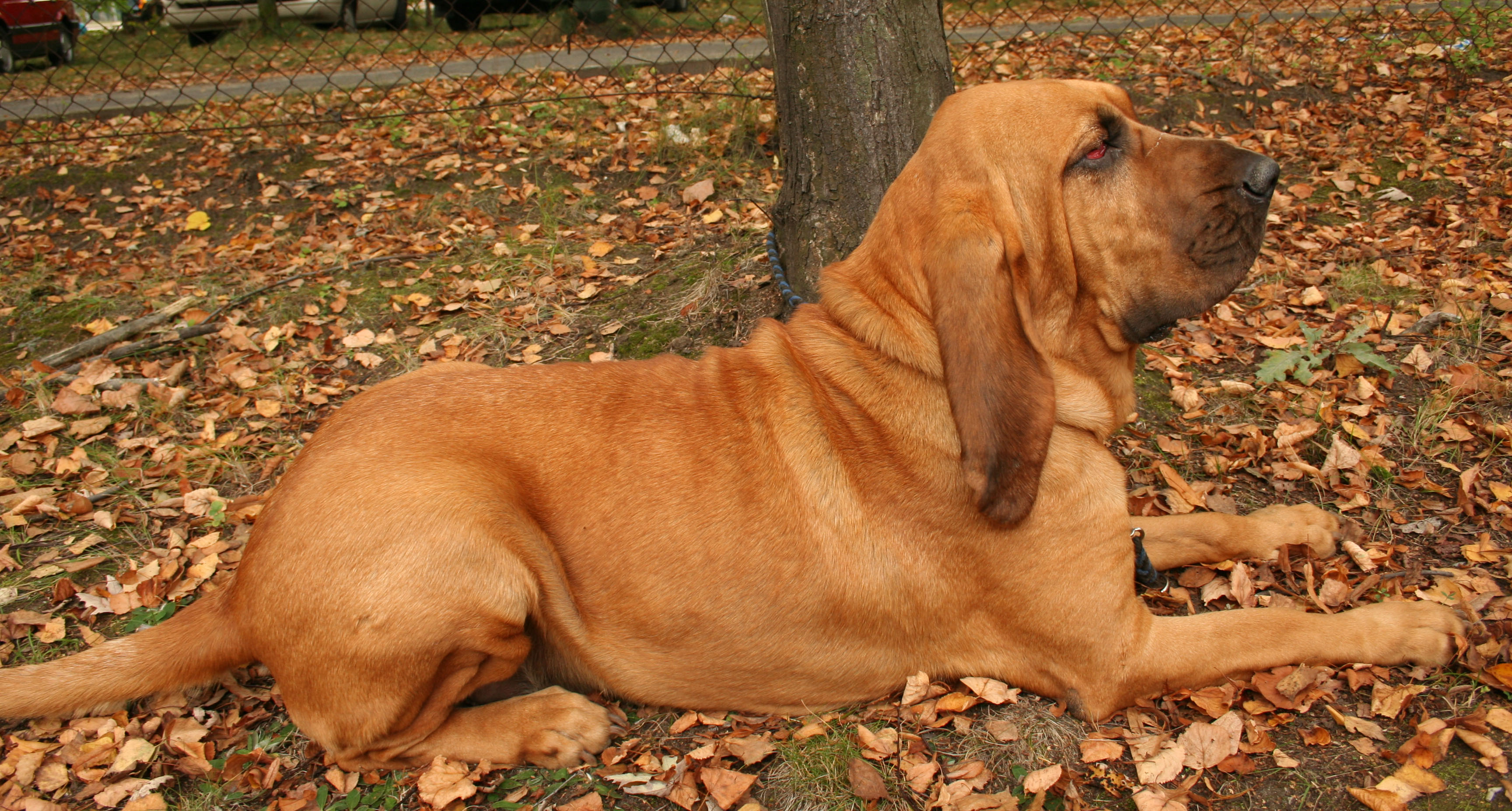
Un Bloodhound stând.

Rasa foarte veche, provenind din Molossul de Tibet, adus în Galia și Anglia de către legiunile romane, acest câine având peste 1000 ani vechime. Mai târziu, s-a dezvoltat într-o mânăstire din Ardeni datorită călugărului Saint Hubert, de la care a primit și numele, devenind foarte apreciat la curțile regale la vânătoarea în haite. S-a răspandit apoi și în Anglia, unde a fost adus de Guillaume, duce de Normandia, odată cu invadarea acesteia în anul 1066. Astăzi toți câinii acestei rase au culoarea negru cu arămiu sau roșcat, dar în Evul Mediu ei aveau și alte culori simple. Exemplarele de culoare alba, care existau in Europa Medievala erau numite Copoi Talbot. Prin anii 1600, aceasta tulpină s-a stins, deși genele ei continuă să existe în cazul raselor de Boxeri albi sau a Basset-ului tricolor. 
În întreaga lume rase precum American Coonhound, Swiss Jura Hound, Fila Brasiliero, Copoiul de munte Bavarez și multe altele își au strămoșii în acești străvechi copoi de urmă. 
În ciuda numelui, motiv pentru care unii cred că este un câine agresiv (sângeros), Bloodhound-ul este unul dintre cei mai blânzi și mai afectuoși câini, cu un temperament echilibrat și extrem de atașat de stăpân. 
Este una dintre cele mai vechi rase de vânătoare- limier- folosită la căutarea vânatului mare rănit (mistreț, cerb, caprior), pe urma de sânge. Etimologia numelui este la fel de controversata ca si tara de origine a rasei. Majoritatea consideră că numele derivă din abilitatea acestui câine de a căuta urma de sânge, traducând cele două cuvinte ce compun numele, "blood" și "hound", drept "caine de urmă de sânge". Însă, în sec. al XIX-lea, contele francez Le Couteulx de Canteleu susținea că denumirea provine din scurtarea expresiei engleze "hound of pure blood" ("câine de rasă pură"), făcând analogie cu etimologia denumirii "blood horse" ("cal pur-sânge"). Același conte este cel care a lansat ideea conform căreia, câinii din rasa Bloodhound nu sunt alții decât câinii Saint Hubert crescuți de călugării abației St. Hubert (situată în Belgia), dar dispăruți de pe continentul european în timpul lui Napoleon. El a susținut că acești câini au ajuns în Anglia în timpul invaziei normande (anul 1066) și au intrat în atenția nobililor englezi pasionați de vânătoare; englezii au menținut rasa și, mult mai târziu, au readus-o în Franța la cererea unor crescători francezi. Așa se face că, în 1890 în cartea "Races des Chien" (scrisă de H.A. Graf van Bylandt și publicată în Olanda și Belgia), în dreptul rasei Chien de St. Hubert a fost publicată poza unui Bloodhound, pecetluindu-se astfel originea rasei- Belgia. 
Cu toate astea, mulți istorici consideră că, de fapt, sunt rase diferite; probabil câinele Saint Hubert a fost folosit de câtre englezi în selecția Bloodhound-ului, dar, în vreme ce pe continent a existat o discontinuitate în creșterea acestor câini, nu se poate dovedi cu certitudine că Chien de Saint Hubert și Bloodhound reprezenta aceeași rasă. 
Mai târziu, F.C.I. (Federația Chinologică Internațională) a standardizat rasa Bloodhound/ Chien de Saint Hubert (ambele denumiri fiind valabile), hotărând că țara de origine este Belgia (Belgia fiind unul din membrii fondatori ai F.C.I.), dar preluând standardul elaborat de britanicul Edwin Brough (celebru crescător al sec. XIX, cel care a pus la dispoziția poliției londoneze 2 câini Bloodhound pentru căutarea lui Jack Spintecătorul). 
Însă, împătimiții englezi ai rasei nu sunt împăcați cu această idee, continuând și azi să aducă dovezi țn sprijinul originii britanice a Bloodhound-ului. 
Oricum, aceasta polemică este doar o mică parte a eternei "rivalități" anglo-franceze, iar această rasă, fie că o numim Chien de Saint Hubert, fie că îi spunem Bloodhound, la ora actuală este una și aceeași.[2]

## Descriere fizică
Este un câine masiv, greoi, cu mers încet și impunător, copoi prin excelență, răbdător, nobil, moderat ca maniere și foarte iubitor. 
Corpul, puternic construit este musculos, spatele larg și adânc. 
Capul este unul din punctele caracteristice ale rasei: este bine format, cu craniul înalt și ascuțit, cu pielea frunții și a obrajilor foarte ridată, cu ochii înfundați sub arcadele puțin proeminente; expresia feței denotă calm și maiestate. Capul este larg, proporțional cu lungimea sa, deși, în comparație cu corpul, este lung, ascuțindu-se ușor de la tâmple spre extremitatea botului, deși, văzut din față pare turtit pe laterale. Privit din profil, linia superioară a craniului este aproape în același plan cu linia frunții. Craniul este lung și larg, cu protuberanța occipitalului foarte evidentă. Fruntea este lungă și adâncă. 
Ochii sunt adânc înfundați în orbite, cu pleoapele ce delimitează un contur de forma unui diamant, astfel încât pleoapa inferioară este lăsată în jos și răsfrântă, lăsând să se vadă mucoasa conjunctivală și dând expresia tipică de "mahmureală" a acestei rase. Ca și culoare, ochii se asortează în general cu roba, variind de la auriu la galben sau culoarea alunelor. Culoarea alunei este cea preferată, mai ales în cazul exemplarelor cu roba de culoarea ficatului, cu arămiu. 
Gura prezintă mușcătura în foarfece. 
Capul este "garnisit" cu o mare cantitate de piele lăsată, largă, care în aproape orice poziție apare abundentă, dar mai ales atunci când capul este ținut în jos. Pielea apoi cade în falduri largi, pendulante, în special pe frunte și pe laturile feței. Narile sunt largi și deschise. Buzele, în partea anterioară cad pătrat, formând un unghi drept cu linia superioară a frunții. 
Urechile, lungi, proporționale cu mărimea capului, atașate jos, atârnă în pliuri grele de-a lungul maxilarelor. Urechile sunt foarte subțiri și catifelate la atingere, foarte lungi, jos prinse, căzute în falduri grațioase, cu partea inferioară curbată înainte sau înapoi. 
Gâtul este lung, cu umerii musculoși și bine înclinați înapoi. Coastele sunt bine arcuite, pieptul bine descins între membrele anterioare formând un torace adânc. Membrele anterioare au scheletul drept, larg, cu coatele așezate în echer. Labele picioarelor sunt puternice și bine angulate. Coapsele și gambele sunt foarte musculoase iar jaretul este descins, bine inclinat si angulat in unghi drept. Spatele si șalele sunt puternice, musculoase, cu ultima parte ușor arcuită. Mersul acestui câine este elastic, plutitor, liber. 
Coada este purtată sus, într-o curbă elegantă, mai sus de linia spatelui, însă nu pe spate. 
Părul, scurt și destul de aspru pe întreg corpul, este moale și mătăsos pe cap și pe urechi. Culoarea robei poate fi negru cu arămiu, culoarea ficatului cu arămiu (vișiniu), culorile închise fiind adesea întrepătrunse cu culori mai deschise și uneori împestrițate cu alb. O mică pată albă poate fi permisă pe piept, vârful cozii și pe labele picioarelor.
Sunt câini de talie mare. Aspectul și impresia generală pe care o degajă acești câini este de demnitate, noblete, solemnitate, înțelepciune și putere. 

## Personalitate
Este un câine inteligent, serios și activ. 
Are simț olfactiv deosebit, fapt care îl ajută să urmărească urmele de sânge ale vânatului rănit, de unde și a doua lui denumire- de "Bloodhound" (blood = sânge). 
Deși are un temperament afabil, nu este foarte ușor să îl faci să se supună. Este foarte energic afară, vijelios când este tânăr, încăpățânat și independent. Au nevoie de o educație fermă, dar blândă. Un proprietar neinițiat, va trebui să aibă multă răbdare și mult tact pentru a avea succes în educarea acestor câini. Unele exemplare pot fi timide. Sensibil, gentil și rușinos, un Bloodhound devine devotat stăpânului și se înțelege foarte bine cu toată lumea. 
Foarte rar au vicii comportamentale. Masculii pot fi uneori agresivi cu câinii de același sex.
Sunt protectori cu domeniul lor, deși pot fi educați să fie prietenoși chiar și cu străinii. Latră pentru a avertiza când se apropie cineva străin. 
Se spune că acești câini sunt capabili să urmărească un miros vechi de peste 100 ore. Sunt atât de încăpățânați încât urmăresc urma pe distanțe de peste 100 kilometri.[3]

## Relațiile cu familia și casa
Este foarte blând, afectuos și are un comportament excelent cu copiii. 
Sunt într-adevăr niște companioni foarte buni, cu un caracter foarte bun. 
Sunt atât de blajini, încat se vor intinde pe jos și vor lăsa copiii să se cațere efectiv peste ei. 
Aceasta rasă iubește toată atenția pe care o primește din partea copiilor.
Asigurați-vă că acei copii lăsați țn compania lui nu îl vor chinui prea tare, pentru că el nu va riposta nicicum, ci va accepta toate răutățile copiilor. 
Se înțeleg bine cu alte animale de casă sau cu alți câini. 
Uneori au tendința de a urla foarte sonor. 
De asemenea, salivează foarte mult.
De obicei, atunci când detectează o urmă interesantă, nu mai ascultă de nimic și o urmăresc până în pânzele albe, fiind niște câini foarte tenace, în stare să urmarească un miros pe o distanță impresionantă. 
Se adaptează bine vieții de apartament, fiind destul de leneși țn interior, dar au nevoie de mult exercițiu fizic. 
Trebuie să fie scosi la plimbare sau lăsați liberi într-o curte interioară, pentru asigurarea necesarului de exercițiu fizic zilnic.
Au o vigoare și o putere incredibile, fiind capabili să mărșăluiască ore întregi. 
Nu trebuie însă obosiți cu plimbări lungi, extenuante cât sunt pui.

## Întreținere

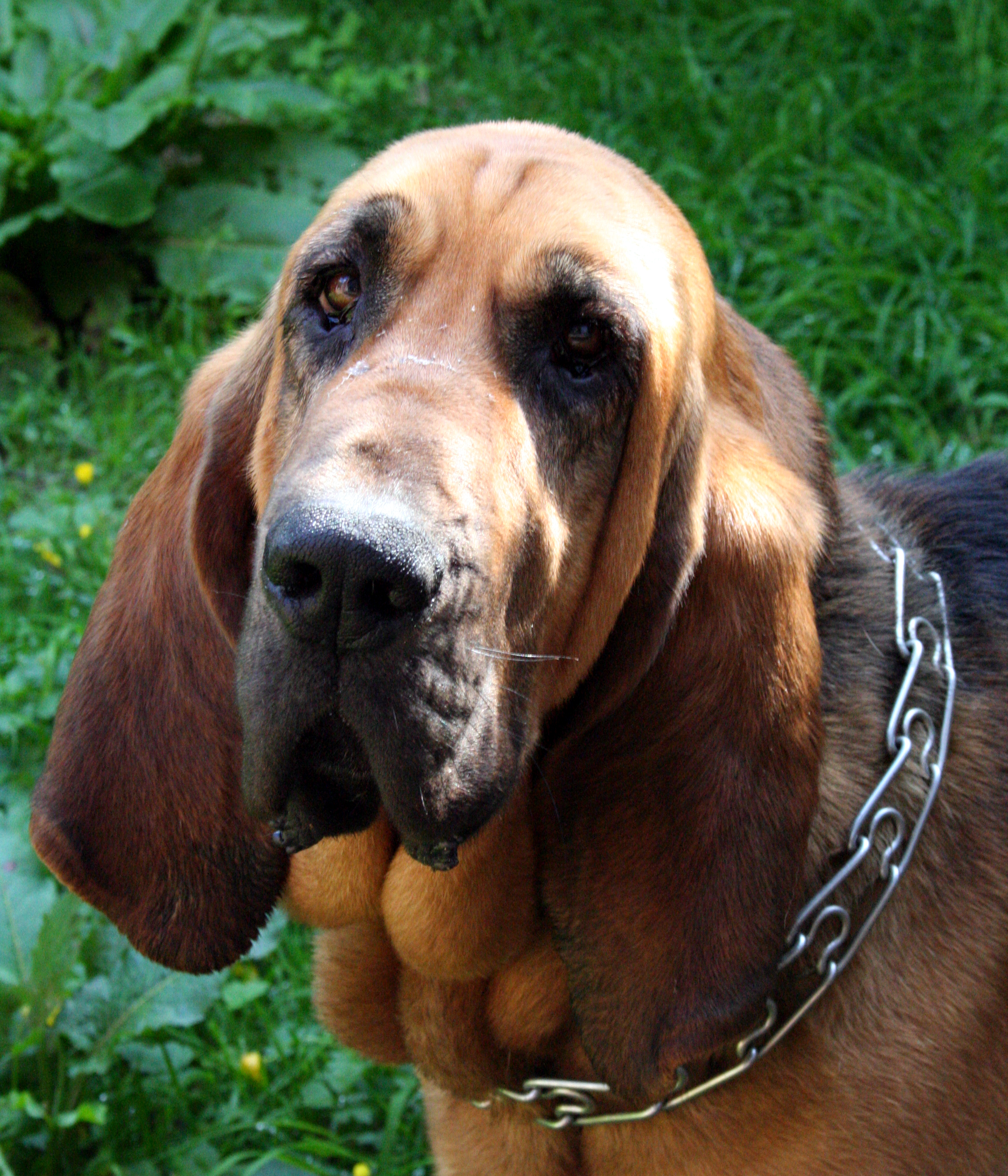
Capul unui Bloodhound.

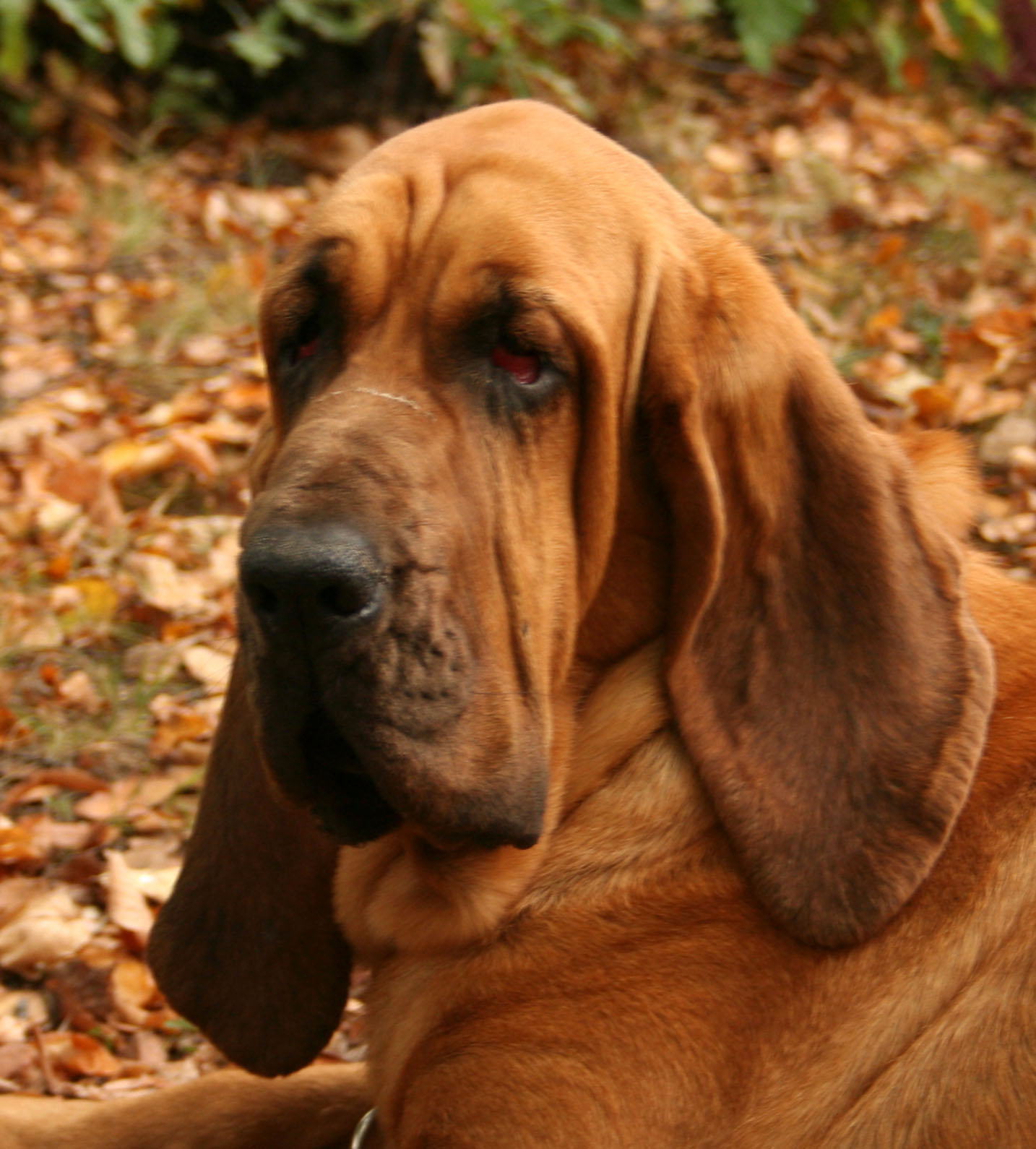
Bloodhound.

### Îngrijire
Blana trebuie periată ocazional pentru a îndepărta firele de păr moarte. Urechile trebuiesc îngrijite permanent pentru a nu se infecta de la mizeria sau praful adunat. La fel trebuiesc îngrijite cutele de pe față.

### Hrana
Normal, pentru că este un câine de talie mare, și extrem de puternic, un Bloodhound are nevoie și de cantități mai mari de hrană. Mâncarea trebuie să fie în cantități însemnate și cu valori nutriționale ridicate, pentru a-i asigura forța uriașă de care dispune.

### Boli
Această rasă este foarte predispusă la dilatație și chiar torsiune gastrică, de aceea , este recomandat a fi hraniți cu 2-3 tainuri mici pe zi, în loc de o masă voluminoasă, și a se evita efortul fizic după masă. 
Unele exemplare pot suferi de crampe stomacale. 
Mai sunt predispuși de asemenea la displazia de șold și la infecțiile auriculare ș otite, datorită urechilor lungi, căzute, care sunt neaerisite și umede, favorizând dezvoltarea otitelor fungice, bacteriene sau chiar cu levuri.
Datorită scheletului masiv și a razelor osoase proeminente, este recomandat să li se amenajeze un culcuș bine căptușit, pentru a evita apariția bătăturilor sau a higromelor. 
Unele exemplare pot face entropion, datorită rasucirii pleoapelor spre interior. 

### Condiții de viață
Este un câine rezistent la intemperii și se simte cel mai bine în aer liber, într-o curte îngrădită unde se poate mișca în voie. Este un câine care crește repede și nu trebuie forțat să facă plimbări lungi până nu se dezvoltă complet. Are un nivel de activitate ridicat și este indicat persoanelor active.

### Dresaj
Cel mai important aspect al dresajului acestor câini este insistența și perseverența, dar și fermitatea. 
Acești câini sunt conștienți de ceea ce pot obține cu aspectul și expresia lor de patetism, și vor profita la maxim de acest lucru, pentru a obține ceea ce vor. 
Nu va asteptati prea mult la supunere din partea acestei rase. 
Ei sunt câini de regulă foarte blânzi, dar sunt și încăpățânați, au propriile lor idei și de cele mai multe ori vor acționa conform propriilor decizii și nu conform ordinelor stăpânului. 
Masculii trec prin perioada pubertății între 1 și 2 ani, fiind destul de neplăcuț ca fire în acest timp, dar apoi, cu un dresaj corespunzător, stimulativ și perseverent ei devin niște câini excelenți.

### Aspecte particulare
Sunt câini atât de buni în detectarea urmelor, încât sunt utilizați în întreaga lume pentru găsirea criminalilor sau pentru operații de salvare. 
Detectările după urmă ale bloodhounzilor sunt recunoscute chiar și în tribunale, ca probe în procese. 
Astfel, un Bloodhound a decelat vinovația și a determinat condamnarea a peste 600 de criminali arestați, care au fost și condamnați.
Acești câini nu pot fi ținuți niciodată într-o curte neîmprejmuită, deoarece în momentul în care detectează o urmă, o vor urmări negreșit. 
De asemenea, 90% dintre ei nu pot fi scoși la plimbare fără lesă. 
Ei vor fugi și vor urmări orice urmă ce la va trezi instinctele de vânători. 
Un aspect interesant legat de această rasă este acela că faldurile bogate ale pielii captează si pastrează vreme îndelungată mirosul pe care animalul trebuie să îl urmărească, acestea falduri ajutând copoiul să rețină și să găsească urma ușor.

### Utilizare
Excelent câine de vânătoare, este folosit și în poliție, lucrează cu mult zel, fără oboseală. 
Bloodhound-ul descoperă foarte bine urma, de aceea a fost folosit atât la vânătoare, cât și la găsirea criminalilor, sclavilor fugiți sau copiilor pierduți. 
Astăzi această rasă greoaie, cu voce baritonală este atât câine de companie cât și urmăritor și detector de urmă.

## Caracteristici
- Înălțime: Masculii au înălțimea de 64-72 cm, iar femelele – 58-66 cm
- Greutate: Masculii au greutatea de 46-54 kg, iar femelele – 40-48 kg
- Durata de viață: 10-12 ani
- Numărul de pui pe cuib: 8-10 exemplare.